# ТИМ
 Тази статия е за икономическата групировка.  За групата от индивиди вижте Тим.  
ТИМ е неформалното название на варненската икономическа група около дружествата „Холдинг Варна АД“ и „Химимпорт АД“. Основана е в средата на 90-те години от бивши военни от поделението към „Тихина“ на ВМС на България. Конгломератът е управляван от Тихомир Митев, Иво Каменов и Марин Митев. Името на групата идва от думата отбор на английски, което се потвърждава от Марин Митев в рядко свое интервю.
Холдингът е собственик на десетки дружества с различни сфери на дейност. Сред тях са „Химимпорт“ АД, медиите Bulgaria ON AIR (наследник на телевизия МСАТ) и Bloomberg TV Bulgaria., ТБ „Централна кооперативна Банка“ и много други компании. Част от тях са сред основните компании, определящи оборота на БФБ (Българската Фондова Борса).

## Съмнения и твърдения за връзки с организираната престъпност
От изтеклите през УикиЛийкс дипломатически грами на САЩ става ясно, че през 2005 г. действащият към този момент посланик на САЩ в България Джеймс Пардю изпраща грама, в която описва известни публични лица и икономически субекти, които биха могли да имат връзки с организираната престъпност в България. В грамата Пардю докладва и за групата ТИМ, която сравнява с Мултигруп в стремежа ѝ да добие контрол над възможно най-много сфери на дейност. Той определя ТИМ като един от големите и сериозни икономически концерни в България с интереси в множество икономически сектори на страната. Престъпната дейност се описва като изнудване и рекет, сплашване, трафик на проституция, хазарт, наркотици, кражби на коли и трафик на крадени автомобили.
През 2008 г. в книгата си „Новите български демони“ германският разследващ журналист и писател Юрген Рот пише, че „в момента ТИМ е най-мощната криминална структура в България“. През 2009 година варненската разследваща журналистка Веселина Томова обвинява в сайта си Afera.bg Юрген Рот, че е взел 200 000 евро, за да напише книгите си. Както твърденията на Рот, така и тези на Томова, остават недоказани.
През 2011 г. варненската журналистка Невяна Троянска публикува книгата „ТИМ – отборът, който превзе България“, в която се проследява развитието на групировката от самото ѝ начало.
Не е известно българската прокуратура да е разследвала ръководството на ТИМ за тези или за други публично тиражирани обвинения в престъпна дейност. Твърденията остават недоказани и до ден днешен.